# 巴尔德罗夫雷斯
巴尔德罗夫雷斯，是西班牙阿拉贡自治区特鲁埃尔省的一个市镇。总面积124平方公里，总人口1945人（2001年），人口密度16人/平方公里。